# Acrocercops patricia
Acrocercops patricia là một loài bướm đêm thuộc họ Gracillariidae. Loài này có ở Meghalaya, Ấn Độ. Nó được miêu tả bởi Edward Meyrick năm 1908.